# Clostridioides difficile
Clostridioides difficile, starší název Clostridium difficile (z řeckého κλωστήρ, kloster, vřeteno a latinského dis- + facilis, obtížný, nesnadný), též „CDF/cdf“ nebo „C. diff“, je grampozitivní bakterie z rodu Clostridium, která způsobuje průjem nebo jiná onemocnění trávicího traktu v situacích, kdy je běžná střevní mikroflóra potlačena antibiotiky.
Klostridia jsou anaerobní sporulující tyčinky. C. difficile je nejzávažnějším původcem průjmů spjatých s antibiotiky (ADD) a může způsobovat pseudomembránovou kolitidu, vážnou infekci střeva, často vznikající potlačením normální střevní flóry antibiotiky.
Bakterie C. difficile, běžně přebývající v těle, se mohou přemnožit. Přemnožení je škodlivé, protože bakterie uvolňují toxiny, které mohou způsobovat nadýmání, zácpu a průjem s bolestí břicha. Latentní symptomy často připomínají chřipku. Nemoc lze mnohdy vyléčit jednoduše vysazením příslušných antibiotik. Ve vážnějších případech jsou lékem volby antibiotika metronidazol nebo vankomycin. Ve zvláště závažných případech lze přistoupit k transplantaci stolice. Relapsy onemocnění způsobených C. difficile byly hlášeny až ve 20 % případů. Některé případy kolitidy způsobené C. difficile končí smrtí.

## Klinické znaky a symptomy
U dospělých jsou jako klinické predikční pravidlo tyto příznaky: významný průjem („nový nástup více než 3 částečně formovaných nebo vodnatých stolic za 24hodinové období“), nedávná expozice antibiotikům, kolitida (bolest břicha) a odporný zápach stolice. Přítomnost kteréhokoli z uvedených zjištění má citlivost 86 % a specifičnost 45 %. V této studii hospitalizovaných pacientů se 14% pozitivním testem na cytotoxin byla kladná prediktivní hodnota 20 % a záporná 95 %.

## Odkazy

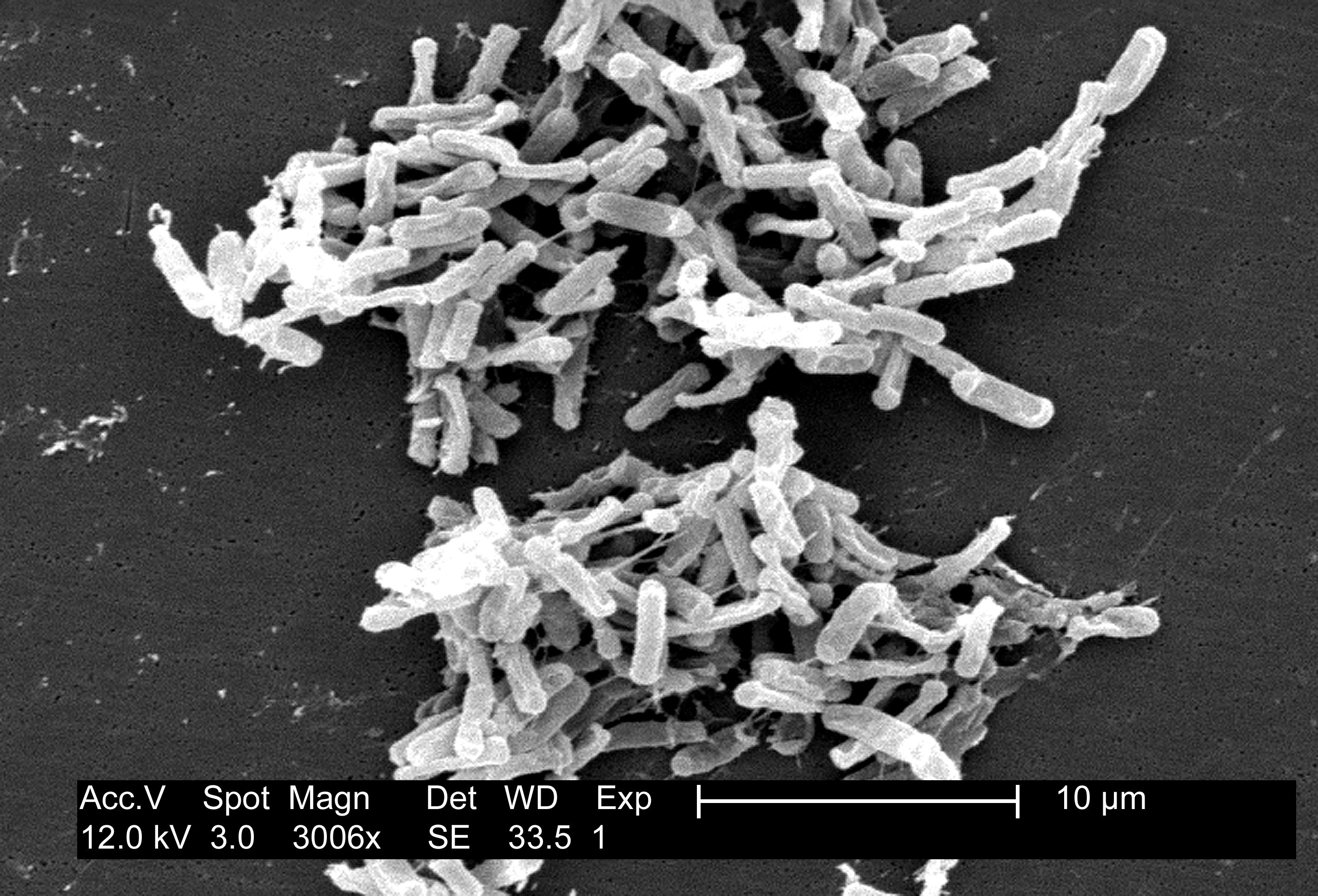
Mikroskopický záběr